# (1730) Marceline
(1730) Marceline est un astéroïde de la ceinture principale, découvert le 17 octobre 1936 par l'astronome française Marguerite Laugier à Nice.
L’astéroïde a été nommé d’après une héroïne du roman L'Immoraliste d'André Gide.

## Compléments